# ウォーレン・ミアーズ
ウォーレン・ミアーズ（Warren Mears）は、テレビシリーズ『バフィー 〜恋する十字架〜』に登場する架空のキャラクター。『レオン』などの映画に出演したアダム・ブッシュがこのウォーレン役を演じた。

## 略歴
機械工学の天才。女性とは縁のないオタク青年だったが、カトリーナ・シルバー（アメリンダ・スミス）と出会い、それまで同棲していた恋人ロボット・エイプリル（ションダ・ファー）を捨てる。しかし、『愛するロボット』にて、エイプリルの存在をカトリーナに知られ、彼女に振られる。
第6シーズンではGeek Trioを結成、様々な悪事に手を染める。その後、彼を捨てたカトリーナに復縁を迫るが散々罵倒され、怒りのあまり彼女を殺してしまう。同シーズンの『悪党』でウィローが行った虐待と拷問で死亡する。
その後、エイミーの魔力で復活する。だが、コミック『Last Gleaming』ではバフィーが種を破壊したため、このエイミーの魔法が解け、再び死亡。エイミーの前に崩れ落ちた。

## 関連する人物

### 恋人
エイプリル
カトリーナ・シルバー
エイミー・マディソン

### 友人
ジョナサン・レビンソン
アンドリュー・ウェルズ
トワイライト
謎の男。

### 敵
バフィー・アン・サマーズ
ウィロー・ローゼンバーグ